# Ser o que Sou
Ser O Que Sou é o  álbum de estreia do cantor de pop rock Matheus Herriez, lançado em 2009. E inclui o single "Ser O Que Sou", o álbum é focado no pop rock, indo dos arranjos do acústico ao dançante.

## Faixas
| N.º | Título                                                          | Duração |  |
| 1.  | "Ser o que sou"                                                 |         |  |
| 2.  | "Você Nunca Me Ouviu"                                           |         |  |
| 3.  | "Quem Errou"                                                    |         |  |
| 4.  | "Pra Onde Você Vai"                                             |         |  |
| 5.  | "Mentiras, Poesias e Flores" (com a participação de Li Martins) |         |  |
| 6.  | "Dejavú"                                                        |         |  |
| 7.  | "Ironia (Não Vou Voltar)"                                       |         |  |
| 8.  | "Caminho do Sol"                                                |         |  |
| 9.  | "Todos os Dias"                                                 |         |  |
| 10. | "Pra Você Voltar"                                               |         |  |
| 11. | "Lembre de Mim"                                                 |         |  |
| 12. | "Te Dou Meu Adeus"                                              |         |  |